# Kelela
Kelela Mizanekristos (Washington, D.C., 4 de junho de 1983) é uma cantora e compositora norte-americana. Ela lançou seu primeiro trabalho na indústria musical em 2013, com a mixtape Cut 4 Me. Em 2015, ela lançou seu EP, Hallucinogen, que lida com o começo, o meio e o fim de um relacionamento. Seu primeiro álbum de estúdio, Take Me Apart, foi lançado em 2017 e aclamado pela crítica. Depois de 5 anos sem lançar novos trabalhos, Kelela lançou seu segundo álbum, Raven, em 10 de fevereiro de 2023.

## Biografia
Etíope-americana e filha única, Kelela nasceu em Washington, DC, em 4 de junho de 1983. Crescendo em Gaithersburg, Maryland, ela aprendeu a tocar violino na quarta série e cantou no coral de sua escola. Em 2001, se formou na Magruder High School. Depois de se transferir do Montgomery College para a American University, Kelela começou a cantar standards de jazz em cafés. Em 2008, ela se juntou a uma banda indie chamada Dizzy Spells e começou a cantar metal progressivo após conhecer Tosin Abasi, com quem ela teve um relacionamento mais tarde. Em 2010, se mudou para Los Angeles, onde mora atualmente, além de Londres.

## Discografia
Álbuns de estúdio
- 2017: Take Me Apart
- 2023: Raven

Álbuns de remixes
- 2015: Hallucinogen Remixes
- 2018: Take Me a_Part, the Remixes
- 2024: Rave:n, the Remixes

Mixtapes
- 2013: Cut 4 Me

EP's
- 2015: Hallucinogen